# Heinrich Gärtner (Maler)
Heinrich Friedrich Johann Gärtner, eigentlich Gaertner (* 22. Februar 1828 in Neustrelitz als Hinrich Friedrich Johann Starck; † 19. Februar 1909 in Dresden), war ein deutscher Maler.

## Leben
Heinrich Gärtner wurde als uneheliches Kind des Gärtnergehilfen Adolph Birchholtz (Bergholtz) aus Hinterpommern und der Dorothea Maria Elisabeth Starck (* 1799), einer Maurermeisterstochter aus Neustrelitz, geboren und am 2. März 1828 in der dortigen Stadtkirche getauft. Gewöhnlich ‘Gaertner’ genannt, wie ein Nachtrag im Kirchenbuch vermerkt, änderte er erst Jahrzehnte später am 23. Mai 1876 mit Genehmigung der großherzoglichen Regierung von Mecklenburg-Strelitz seinen Familiennamen in Gaertner.
Er verlebte seine Kindheit und Jugend in der mecklenburgischen Residenzstadt Neustrelitz und erhielt den ersten Zeichenunterricht bei dem Kupferstecher Ferdinand Ruscheweyh in Neustrelitz, der 1832 aus Rom in die Heimat zurückgekehrt war. Im Jahr 1845 ließ er sich in Berlin durch Wilhelm Schirmer (1802–1866) und ab 1847 in Dresden durch Ludwig Richter in der Landschaftsmalerei ausbilden, ehe er nach einem Zwischenaufenthalt in München nach Rom ging. Dort wurde er durch das Studium der alten Meister und durch Peter Cornelius gefördert. 1866 kehrte er nach Deutschland zurück, lebte zunächst in Berlin, ab 1896 in Leipzig und seit 1902 in Dresden.
Sein Streben richtete sich darauf, den Charakter der stilisierenden Landschaftsmalerei mit den Anforderungen des modernen Kolorits zu verbinden. Nachdem er zunächst in einigen Privathäusern, in den Villen des Herrn von Lanna in Prag und Gmunden und beim Stadtrat Dürr in Konnewitz bei Leipzig, mehrere landschaftliche Zyklen mit figürlicher Staffage ausgeführt hatte, erhielt er den Auftrag, an den Wandmalereien des neuen Dresdner Hoftheaters mitzuwirken. Dann übertrug ihm Dürr die auf seine Kosten zu bewerkstelligende Ausschmückung des Skulpturensaals im Leipziger Museum, wo er die Hauptschauplätze plastischer Kunstübung im Altertum und der Neuzeit in Wachsmalereien darstellte (1879 vollendet).
Aus einer Konkurrenz um die Dekoration des Treppenhauses im landwirtschaftlichen Museum zu Berlin als Sieger hervorgegangen, führte er dort in der Zeit von 1883 bis 1885 drei große landschaftliche Kompositionen aus. Gärtner verstarb 1909 in der Städtischen Heil- und Pflegeanstalt in Dresden und wurde auf dem Alten Annenfriedhof beigesetzt.

## Werke (Auswahl)
- Sommerabend 1854

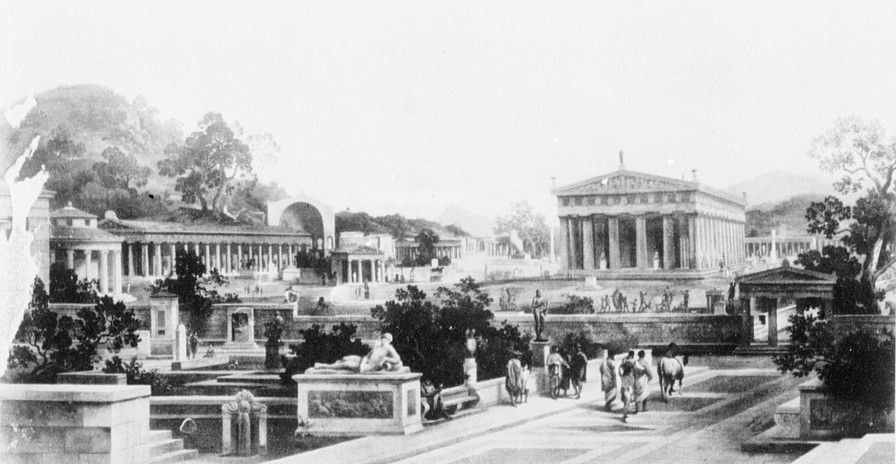
Die Altis von Olympia

- Die Rückkehr des verlorenen Sohnes 1859
- Im Schweisse ihres Angesichts 1865
- Wandmalereien in den Villen des Herrn von Lanna bei Prag und Gmunden
- Zehn Landschaften mit Scenen aus dem Leben der Psyche Temperabilder in der Villa Dürr zu Connewitz bei Leipzig
- Urteil des Paris 1869
- Wandgemälde im Dresdner Hoftheater (Schauplätze aus Schauspielen und Opern)
- Jesus bei der Samariterin am Bronnen